# Insula Halki
Halki (în greacă Χάλκη, alternativ Chalce sau Chalki) este o insulă și o municipalitate grecească în arhipelagul Dodecanez din Marea Egee, la aproximativ 6 km vest de insula Rodos. Cu o suprafață de 28 kilometri pătrați, este cea mai mică insulă locuită din Dodecanez. Face parte din unitatea regională Rodos. Are o populație permanentă de 330 de locuitori (mai mare în lunile de vară), concentrată în singurul sat, Emborio. Recensământul din 2011 a arătat o populație de 478 de locuitori. Comunitatea este împărțită în două părți, Chorio (Χωριό) și Emporio (Εμποριό - trad. piață).

## Istoric
Insula a avut o populație mult mai mare, dar în urma emigrării de la mijlocul secolului XX, regiunea Chorio a fost aproape complet abandonată. Un grup considerabil de locuitori s-a mutat în Tarpon Springs, Florida, stabilind acolo comunitatea greco-americană care continuă șă existe până astăzi. Un castel medieval ruinat al ordinului Cavalerilor Sf. Ioan are vedere spre orașul vechi, iar capela conține unele dintre frescele originale.
Lista conducătorilor din Halki:
| Imperiul Roman    | 27 î. Chr. - 395 d. Chr. |
| Imperiul bizantin | 395 - secolul VII        |
| Arabii            | secolul VII - 825        |
| Imperiul bizantin | 825 - 1204               |
| Veneția           | 1204 -                   |
| Genova            | - 1523                   |
| Imperiul Otoman   | 1523 - 1912              |
| Italia            | 1523 - 1912              |
| Grecia            | 1948                     |

## Municipalitate
Municipalitatea Chalki include mai multe insule nelocuite, dintre care cea mai mare este Alimia la nord-est și are o suprafață totală de 37.043 kilometri pătrați. Industria primară a insulei este turismul, deși pescuitul este de asemenea substanțial. Nu există aproape nicio sursă de apă naturală pe insulă iar precipitațiile sunt colectate în cisterne mari. Apa potabilă este adusă din Rodos, dar în lunile de vară pot exista deficite odată cu creșterea populației. Începând cu 2014 există o instalație de desalinizare pe insulă, iar barca care aprovizionează cu apă potabilă nu mai vine numai la fiecare câteva zile. Cu toate acestea, apa îmbuteliată încă se aprovizionează.

## Persoane notabile
- Dimitris Kremastinos (născut în 1942), fost ministru al sănătății din Grecia (1993-1996).